# 최운교
최운교(崔雲敎, 1900년 9월 19일 연기 - 1987년 3월 8일)는 대한민국의 국회의원이다.

## 약력
- 조선총독부 시행 보통시험 합격
- 충남산업서기
- 내무부농무과근무
- 조선총독부 군속
- 논산군,연기군,서산군,청양군,천안군근무
- 조선도립병원,대전의원근무
- 당진군수,논산군수
- 논산군농회장
- 1948년 5월 10일 : 제헌 국회의원(충남 논산을)

## 역대 선거 결과
|  | 35.79% |

|  | 0% |

## 참고자료
- 《대한민국 의정총람》, 국회의원총람발간위원회, 1994년
- 최운교 - 대한민국헌정회